# James McArthur
James McArthur (Glasgow, Escocia, Reino Unido, 7 de octubre de 1987) es un exfutbolista escocés que jugaba de centrocampista.

## Trayectoria
Inició su carrera en el Hamilton Academical F. C. de su país. Debutó en la Primera División de Escocia (segunda categoría) en la temporada 2004-05. Con el mismo club consiguió el ascenso a la Premier League escocesa en 2008. En total jugó 169 partidos por el equipo de Hamilton, anotando 7 goles.
El 31 de julio de 2010 fue transferido al Wigan Athletic F. C. de Inglaterra a cambio de 600 000 libras.

## Clubes
| Club                      | País       | Año       |
| ------------------------- | ---------- | --------- |
| Hamilton Academical F. C. | Escocia    | 2005-2010 |
| Wigan Athletic F. C.      | Inglaterra | 2010-2014 |
| Crystal Palace F. C.      | Inglaterra | 2014-2023 |

## Palmarés

### Títulos nacionales
| Título         | Club                      | País       | Año     |
| -------------- | ------------------------- | ---------- | ------- |
| First Division | Hamilton Academical F. C. | Escocia    | 2007-08 |
| FA Cup         | Wigan Athletic F. C.      | Inglaterra | 2012-13 |